# Molokova
Molokova (en rus: Молокова) és un poble de l'óblast de Sverdlovsk, a Rússia, segons el cens del 2010 tenia 5 habitants.